# Часовоярская городская община
Часовоярская городская общи́на (укр. Часовоярська міська громада) — территориальная община в Бахмутском районе Донецкой области Украины.
Административный центр — город Часов Яр.
Население составляет 15 007 человек. Площадь — 63,4 км².

## Населённые пункты
В состав общины входит 1 город (Часов Яр), 1 посёлок (Калиновка) и 2 села
- Богдановка
- Григоровка